# 列胞藓属
列胞藓属（学名：Conardia）为柳叶藓科的一个属。

## 物种
本属包括以下物种：
- 列胞藓 Conardia compacta H.Robinson, 1976[2]